# باروق (هريس)
باروق هي قرية في مقاطعة هريس، إيران. عدد سكان هذه القرية هو 1,070 في سنة 2006.